# Estádio Jacques da Luz
O Estádio Jacques da Luz, também conhecido como Toca do Morango, é um estádio localizado no município de Campo Grande, no estado de Mato Grosso do Sul. Está localizado no bairro Moreninhas. O estádio das Moreninhas foi inaugurado dia 1 de março de 2003 com uma partida entre CENE e Moreninhas. Tem capacidade para 4.500 pessoas.

## E.C. Comercial
No Campeonato Sul-Mato-Grossense de Futebol de 2008, o estádio das Moreninhas foi a "casa" do Esporte Clube Comercial, já que o estádio Morenão estava sendo usado para mandar os jogos do Operário. O estádio Jacques da Luz passou a ser chamado de "segunda casa" do Comercial no estadual 2008.

## Campeonato 2016
No Campeonato Sul-Matogrossense de Futebol, o estádio das Moreninhas foi a "casa" dos times da capital para mando de seus jogos, já que o estádio Morenão (Pedro Pedrossian) continua interditado. O estádio Jacques da Luz passou a ser chamado de "segunda casa" dos times da capital.